# Indonesia Open (Badminton)

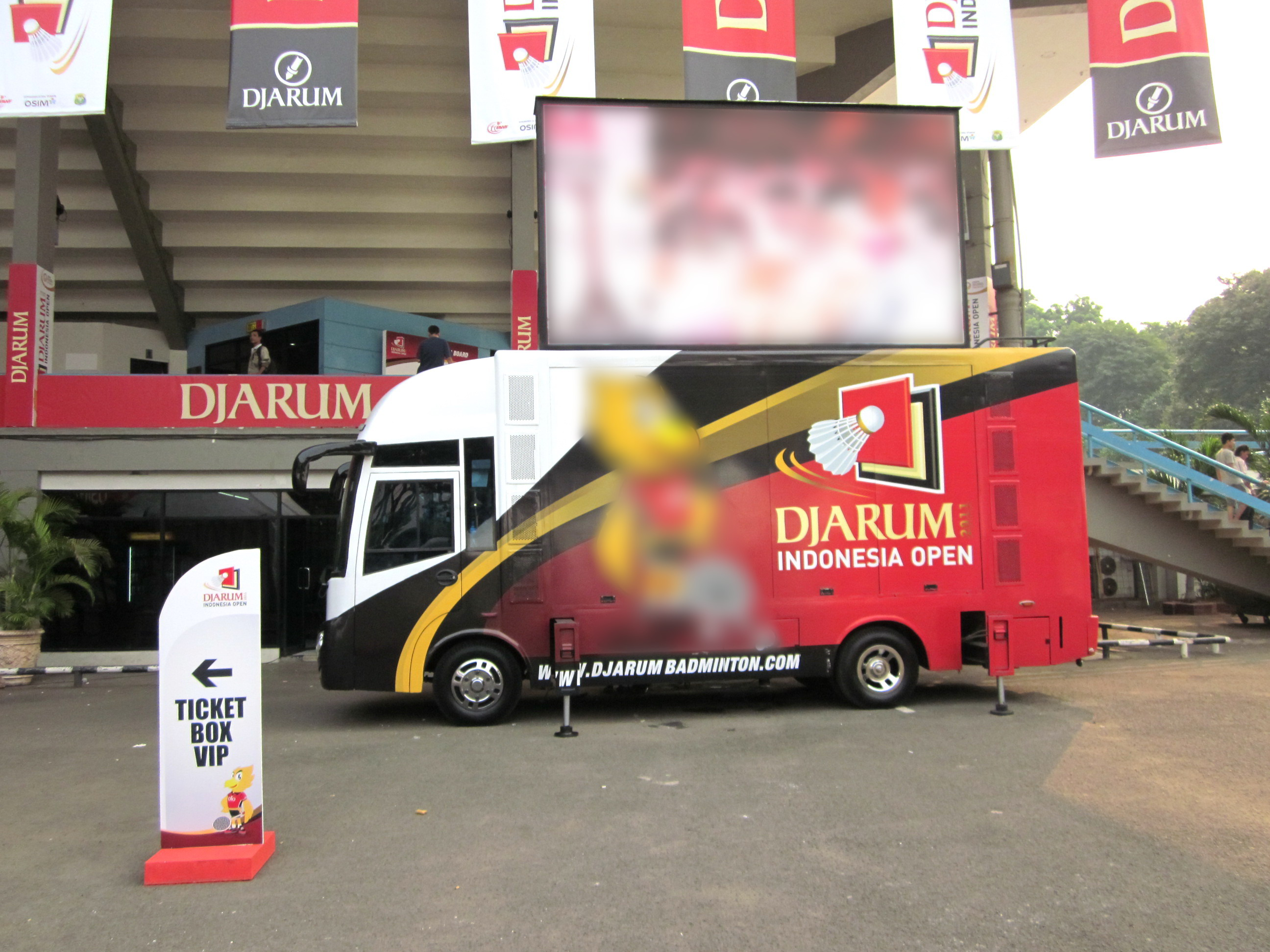
Außengelände der Indonesia Open 2011

Die Indonesia Open sind die hochrangigsten internationalen Meisterschaften von Indonesien im Badminton. Mit der Austragung seit 1982 gehören die Titelkämpfe im Vergleich zu den Malaysia Open, Denmark Open oder All England zu den jüngeren internationalen Turnieren der Top-Nationen im Badminton. Seit der Neuklassifizierung der Badmintonturniere im Jahr 2007 gehört das Turnier immer zur höchstmöglichen Kategorie für derartige Veranstaltungen, also anfangs zur BWF Super Series, ab 2011 zur BWF Premier Super Series und seit 2018 zur BWF World Tour Super 1000.

## Austragungsorte
- 1989: Pontianak
- 1990: Samarinda
- 1991: Bandung
- 1992: Semarang
- 1994: Yogyakarta
- 1997: Surakarta
- 1999: Denpasar
- 2002: Surabaya
- 2003: Batam
- seit 2004 sowie auch 1982–1988, 1993, 1995, 1998, 2000–2001: Jakarta

## Die Sieger
| Jahr | Herreneinzel      | Dameneinzel        | Herrendoppel                                   | Damendoppel                          | Mixed                                          |
| ---- | ----------------- | ------------------ | ---------------------------------------------- | ------------------------------------ | ---------------------------------------------- |
| 1982 | Icuk Sugiarto     | Verawaty Fajrin    | Rudy Heryanto Hariamanto Kartono               | Gillian Gilks Gillian Clark          | Martin Dew Gillian Gilks                       |
| 1983 | Liem Swie King    | Ivanna Lie         | Rudy Heryanto Hariamanto Kartono               | Ruth Damayanti Maria Fransisca       | Christian Hadinata Ivanna Lie                  |
| 1984 | Lius Pongoh       | Li Lingwei         | Christian Hadinata Hadibowo                    | Nora Perry Jane Webster              | Christian Hadinata Ivanna Lie                  |
| 1985 | Han Jian          | Li Lingwei         | Liem Swie King Hariamanto Kartono              | Han Aiping Li Lingwei                | Martin Dew Gillian Gilks                       |
| 1986 | Icuk Sugiarto     | Shi Wen            | Liem Swie King Hariamanto Kartono              | Verawaty Fajrin Ivanna Lie           | Steen Fladberg Gillian Clark                   |
| 1987 | Yang Yang         | Li Lingwei         | Liem Swie King Eddy Hartono                    | Ivanna Lie Rosiana Tendean           | Jan Paulsen Gillian Gowers                     |
| 1988 | Icuk Sugiarto     | Li Lingwei         | Razif Sidek Jalani Sidek                       | Verawaty Fajrin Yanti Kusmiati       | Eddy Hartono Erma Sulistianingsih              |
| 1989 | Xiong Guobao      | Susi Susanti       | Eddy Hartono Rudy Gunawan                      | Rosiana Tendean Erma Sulistianingsih | Eddy Hartono Verawaty Fajrin                   |
| 1990 | Ardy Wiranata     | Lee Young-suk      | Razif Sidek Jalani Sidek                       | Chung Myung-hee Hwang Hye-young      | Rudy Gunawan Rosiana Tendean                   |
| 1991 | Ardy Wiranata     | Susi Susanti       | Kim Moon-soo Park Joo-bong                     | Chung Myung-hee Hwang Hye-young      | Thomas Lund Pernille Dupont                    |
| 1992 | Ardy Wiranata     | Ye Zhaoying        | Rudy Gunawan Eddy Hartono                      | Erma Sulistianingsih Rosiana Tendean | Pär-Gunnar Jönsson Maria Bengtsson             |
| 1993 | Alan Budikusuma   | Ye Zhaoying        | Ricky Subagja Rexy Mainaky                     | Lili Tampi Finarsih                  | Rudy Gunawan Rosiana Tendean                   |
| 1994 | Ardy Wiranata     | Susi Susanti       | Ricky Subagja Rexy Mainaky                     | Lili Tampi Finarsih                  | Jiang Xin Zhang Jin                            |
| 1995 | Ardy Wiranata     | Susi Susanti       | Rudy Gunawan Bambang Suprianto                 | Ge Fei Gu Jun                        | Tri Kusharyanto Minarti Timur                  |
| 1996 | Joko Suprianto    | Susi Susanti       | Denny Kantono S. Antonius Budi Ariantho        | Eliza Nathanael Zelin Resiana        | Tri Kusharyanto Minarti Timur                  |
| 1997 | Ardy Wiranata     | Susi Susanti       | Candra Wijaya Sigit Budiarto                   | Eliza Nathanael Zelin Resiana        | Tri Kusharyanto Minarti Timur                  |
| 1998 | Yong Hock Kin     | Mia Audina         | Ricky Subagja Rexy Mainaky                     | Eliza Nathanael Deyana Lomban        | Tri Kusharyanto Minarti Timur                  |
| 1999 | Taufik Hidayat    | Lidya Djaelawijaya | Ricky Subagja Rexy Mainaky                     | Helene Kirkegaard Rikke Olsen        | Tri Kusharyanto Minarti Timur                  |
| 2000 | Taufik Hidayat    | Camilla Martin     | Candra Wijaya Sigit Budiarto                   | Joanne Goode Donna Kellogg           | Simon Archer Joanne Goode                      |
| 2001 | Marleve Mainaky   | Ellen Angelina     | Candra Wijaya Sigit Budiarto                   | Deyana Lomban Vita Marissa           | Tri Kusharyanto Emma Ermawati                  |
| 2002 | Taufik Hidayat    | Gong Ruina         | Lee Dong-soo Yoo Yong-sung                     | Gao Ling Huang Sui                   | Bambang Suprianto Minarti Timur                |
| 2003 | Taufik Hidayat    | Xie Xingfang       | Sang Yang Zheng Bo                             | Gao Ling Huang Sui                   | Kim Dong-moon Ra Kyung-min                     |
| 2004 | Taufik Hidayat    | Xie Xingfang       | Luluk Hadiyanto Alvent Yulianto                | Yang Wei Zhang Jiewen                | Zhang Jun Gao Ling                             |
| 2005 | Lee Hyun-il       | Wang Chen          | Markis Kido Hendra Setiawan                    | Lee Kyung-won Lee Hyo-jung           | Nova Widianto Liliyana Natsir                  |
| 2006 | Taufik Hidayat    | Zhu Lin            | Candra Wijaya Tony Gunawan                     | Zhang Yawen Wei Yili                 | Xie Zhongbo Zhang Yawen                        |
| 2007 | Lee Chong Wei     | Wang Chen          | Fu Haifeng Cai Yun                             | Du Jing Yu Yang                      | Zheng Bo Gao Ling                              |
| 2008 | Sony Dwi Kuncoro  | Zhu Lin            | Zakry Abdul Latif Fairuzizuan Tazari           | Vita Marissa Liliyana Natsir         | Zheng Bo Gao Ling                              |
| 2009 | Lee Chong Wei     | Saina Nehwal       | Jung Jae-sung Lee Yong-dae                     | Chin Eei Hui Wong Pei Tty            | Zheng Bo Ma Jin                                |
| 2010 | Lee Chong Wei     | Saina Nehwal       | Fang Chieh-min Lee Sheng-mu                    | Kim Min-jung Lee Hyo-jung            | Robert Mateusiak Nadieżda Zięba                |
| 2011 | Lee Chong Wei     | Wang Yihan         | Cai Yun Fu Haifeng                             | Wang Xiaoli Yu Yang                  | Zhang Nan Zhao Yunlei                          |
| 2012 | Simon Santoso     | Saina Nehwal       | Lee Yong-dae Jung Jae-sung                     | Wang Xiaoli Yu Yang                  | Sudket Prapakamol Saralee Thungthongkam        |
| 2013 | Lee Chong Wei     | Li Xuerui          | Mohammad Ahsan Hendra Setiawan                 | Bao Yixin Cheng Shu                  | Zhang Nan Zhao Yunlei                          |
| 2014 | Jan Ø. Jørgensen  | Li Xuerui          | Lee Yong-dae Yoo Yeon-seong                    | Tian Qing Zhao Yunlei                | Joachim Fischer Nielsen Christinna Pedersen    |
| 2015 | Kento Momota      | Ratchanok Intanon  | Ko Sung-hyun Shin Baek-cheol                   | Tang Jinhua Tian Qing                | Xu Chen Ma Jin                                 |
| 2016 | Lee Chong Wei     | Tai Tzu-ying       | Lee Yong-dae Yoo Yeon-seong                    | Misaki Matsutomo Ayaka Takahashi     | Xu Chen Ma Jin                                 |
| 2017 | Srikanth Kidambi  | Sayaka Sato        | Li Junhui Liu Yuchen                           | Chen Qingchen Jia Yifan              | Tontowi Ahmad Liliyana Natsir                  |
| 2018 | Kento Momota      | Tai Tzu-ying       | Markus Fernaldi Gideon Kevin Sanjaya Sukamuljo | Yuki Fukushima Sayaka Hirota         | Tontowi Ahmad Liliyana Natsir                  |
| 2019 | Chou Tien-chen    | Akane Yamaguchi    | Markus Fernaldi Gideon Kevin Sanjaya Sukamuljo | Yuki Fukushima Sayaka Hirota         | Zheng Siwei Huang Yaqiong                      |
| 2020 | nicht ausgetragen | nicht ausgetragen  | nicht ausgetragen                              | nicht ausgetragen                    | nicht ausgetragen                              |
| 2021 | Viktor Axelsen    | An Se-young        | Markus Fernaldi Gideon Kevin Sanjaya Sukamuljo | Nami Matsuyama Chiharu Shida         | Dechapol Puavaranukroh Sapsiree Taerattanachai |
| 2022 | Viktor Axelsen    | Tai Tzu-ying       | Liu Yuchen Ou Xuanyi                           | Nami Matsuyama Chiharu Shida         | Zheng Siwei Huang Yaqiong                      |
| 2023 | Viktor Axelsen    | Chen Yufei         | Aaron Chia Soh Wooi Yik                        | Yuki Fukushima Sayaka Hirota         | Zheng Siwei Huang Yaqiong                      |
| 2024 | Shi Yuqi          | Chen Yufei         | Liang Weikeng Wang Chang                       | Baek Ha-na Lee So-hee                | Jiang Zhenbang Wei Yaxin                       |
| 2025 | Anders Antonsen   | An Se-young        | Seo Seung-jae Kim Won-ho                       | Liu Shengshu Tan Ning                | Thom Gicquel Delphine Delrue                   |

## Nationenwertung (Stand 2024)
|    | Nation              | HE | DE | HD   | DD | MX | Gesamt |
| -- | ------------------- | -- | -- | ---- | -- | -- | ------ |
| 1  | Indonesien          | 22 | 10 | 23,5 | 13 | 16 | 84,5   |
| 2  | Volksrepublik China | 3  | 18 | 6    | 13 | 14 | 54     |
| 3  | Südkorea            | 1  | 2  | 7    | 5  | 1  | 16     |
| 4  | Malaysia            | 7  |    | 4    | 1  |    | 12     |
| 5  | Japan               | 2  | 2  |      | 6  |    | 10     |
| 5  | Dänemark            | 5  | 1  |      | 1  | 3  | 10     |
| 7  | England             |    |    |      | 3  | 4  | 7      |
| 8  | Chinesisch Taipeh   | 1  | 3  | 1    |    |    | 5      |
| 8  | Indien              | 1  | 3  |      |    |    | 4      |
| 10 | Thailand            |    | 1  |      |    | 2  | 3      |
| 11 | Hongkong            |    | 2  |      |    |    | 2      |
| 12 | Polen               |    |    |      |    | 1  | 1      |
| 12 | Schweden            |    |    |      |    | 1  | 1      |
| 14 | Vereinigte Staaten  |    |    | 0,5  |    |    | 0,5    |
|    | Gesamt              | 42 | 42 | 42   | 42 | 42 | 210    |